# Cartoon in love
Cartoon in love è una raccolta della cantante Cristina D'Avena e di artisti vari pubblicata il 4 febbraio 2013.

## Tracce

### Vol. 1
1. Kiss me Licia (testo: Alessandra Valeri Manera – musica: Giordano Bruno Martelli)
2. Mila e Shiro due cuori nella pallavolo (testo: Alessandra Valeri Manera – musica: Carmelo Carucci)
3. Teneramente Licia (testo: Alessandra Valeri Manera – musica: Carmelo Carucci)
4. Lady Lovely (testo: Alessandra Valeri Manera – musica: Vincenzo Draghi)
5. Tanto amore (testo: Alessandra Valeri Manera – musica: Carmelo Carucci)
6. Freeway (testo: Alessandra Valeri Manera[1], Yuuchiro Oda[2] – musica: Konosuke Fuji)
7. Lonely boy (testo: Alessandra Valeri Manera[1], Yasuhiro Kumagaya[2] – musica: Kazunori Sonobe)
8. Baby I love you (testo: Alessandra Valeri Manera[1], Joe Hisaishi[2] – musica: Joe Hisaishi)
9. Fire (testo: Alessandra Valeri Manera[1], Yukihide Takekawa[2] – musica: Konosuke Fuji)
10. Il mondo è mio
11. Primo amore (testo: Alessandra Valeri Manera – musica: Carmelo Carucci)
12. Sailor Moon e il cristallo del cuore (testo: Alessandra Valeri Manera – musica: Carmelo Carucci)
13. Le redini del cuore (testo: Alessandra Valeri Manera – musica: Gianfranco Fasano)
14. Piccoli problemi di cuore (testo: Alessandra Valeri Manera – musica: Gianfranco Fasano)

### Vol. 2
1. Love me Licia (testo: Alessandra Valeri Manera – musica: Giordano Bruno Martelli)
2. Curiosando nei cortili del cuore (testo: Alessandra Valeri Manera – musica: Gianfranco Fasano)
3. I tanti segreti di un cuore innamorato (testo: Alessandra Valeri Manera – musica: Gianfranco Fasano)
4. Cupido (testo: Alessandra Valeri Manera – musica: Enrico Francesco Santulli)
5. Temi d'amore fra i banchi di scuola (testo: Alessandra Valeri Manera – musica: Gianfranco Fasano)
6. Una sirenetta innamorata (testo: Alessandra Valeri Manera – musica: Carmelo Carucci)
7. Cupido Pizzicacuori (testo: Alessandra Valeri Manera – musica: Silvio Amato)
8. Tutto sa di te (testo: Leonardo Abbate – musica: Goffredo Orlandi)
9. Il cuore di Cosette (testo: Graziella Caliandro – musica: Valeriano Chiaravalle)
10. Fuoco d'artificio (testo: Guido Morra – musica: Maurizio Fabrizio)
11. Il mio vero volto (testo: Goffredo Orlandi – musica: Goffredo Orlandi)
12. Io ti troverò (testo: Stefano Cenci – musica: Stefano Cenci)
13. Magia d'amore (testo: Ivano Suardi – musica: Ivano Suardi)
14. I colori del cuore (testo: Alessandra Valeri Manera, Cristina d'Avena, Marilena Crisci – musica: Francesco Amato)

## Interpreti

### Vol. 1
- Cristina d'Avena (tracce 1-5, 10-14)
- Enzo Draghi (tracce 6-10)

### Vol.2
- Cristina d'Avena (tracce 1-8, 14)
- Roberta Pagnetti (traccia 9)
- Valentina Ponzone (tracce 10-11)
- Daniela Rando (traccia 12)
- Vera Quarleri (traccia 13)